# Kevin Abbring
Kevin Abbring (Son en Breugel, 20 januari 1989) is een Nederlands rallyrijder.

## Carrière

#### 2005-2010: Beginjaren

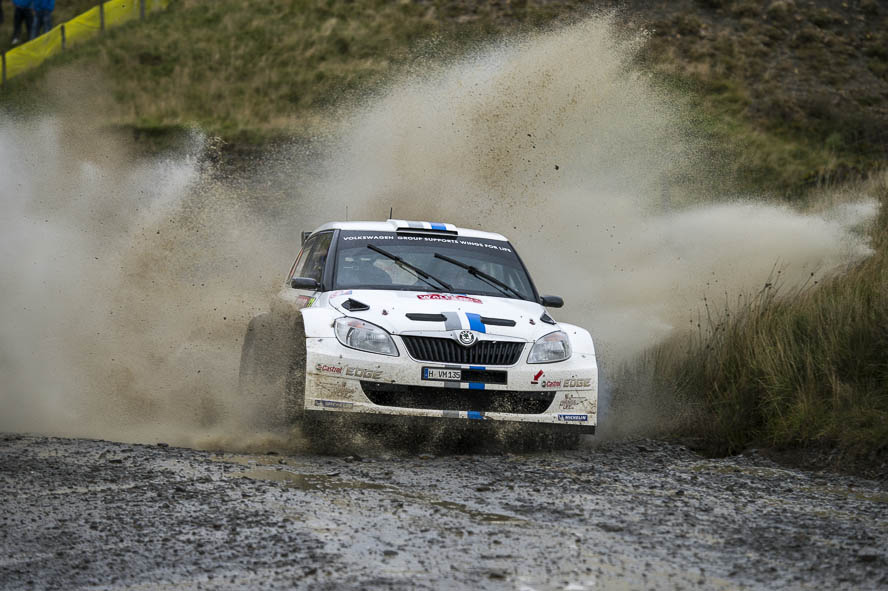
Abbring actief met de Skoda Fabia S2000 in Groot-Brittannië in 2012

Kevin Abbrings vader, Edwin Abbring, is ook rallyrijder geweest, en won onder meer de Nederlandse Groep N titel. Kevin begon zijn carrière in de autosport in rallycross, waarin hij actief was met een 60 pk sterke Ford RST buggy, en waarmee hij in deze categorie de titel won in 2005 en 2006. Een overstap naar de rallysport kwam in 2007, deelnemend aan rally's uit het Nederlands kampioenschap met een Mitsubishi Colt. Datzelfde jaar debuteerde hij ook in het wereldkampioenschap rally. Abbring was tussen 2008 en 2010 actief voor het KNAF Talent First team met een Renault Clio R3 in het Junior World Rally Championship, een apart kampioenschap in de voorwielaangedreven 1600cc categorie. Tijdens de WK-ronde van Polen in 2009 greep hij hierin naar zijn eerste klasseoverwinning en eindigde in het evenement zelf als elfde in het algemeen klassement. In het kampioenschap bezette hij dat jaar de vierde plaats. In Portugal 2010 won hij wederom in zijn klasse en zou in het kampioenschap uiteindelijk als vijfde eindigen.

#### 2011-2014
In 2011 werd Abbring onderdeel van FIA's Young Excellence Driver Academy, waarvan hij in oktober van dat jaar de prijs kreeg uitgereikt van beste rijder binnen deze academie. Hij reed daarnaast een programma in het Frans rallykampioenschap op onverhard met een Citroën DS3 R3T. Terugkerend in het WK nam hij in Groot-Brittannië voor Volkswagen deel aan het evenement met een Škoda Fabia S2000. Abbring bewees gedurende de rally met regelmaat de snelste niet-World Rally Car te zijn en eindigde uiteindelijk op een verdienstelijke twaalfde plaats algemeen. In 2012 kwam Abbring tijdens verschillende rally's wederom uit voor Volkswagen, dit keer als teamgenoot van WK-rally winnaar Sébastien Ogier. Zijn beste resultaat was een twaalfde plaats en een klasseoverwinning tijdens de openingsronde in Monte Carlo. Na afloop van het seizoen deed Abbring zijn contract met Volkswagen echter ontbinden, omdat hem niet genoeg perspectief werd geboden.
In 2013 won Abbring de Peugeot 208-cup in het Frans kampioenschap, wat hem een contract bij Peugeot opleverde. In 2014 komt Abbring als teamgenoot van Craig Breen uit in het Europees kampioenschap rally, waarin hij onder de vlag van de Peugeot Rally Academy in zes wedstrijden aan de start verschijnt met een Peugeot 208 T16.
Abbrings seizoen startte met de beruchte Acropolis Rally in Griekenland. Prompt won hij 2 van de eerste 4 klassementsproeven en ging sensationeel aan de leiding, voordat een oververhitte motor ervoor zorgde dat hij, met zijn nieuwe Britse navigator Seb Marshall, de strijd moest staken. Later in Ierland speelde dit euvel opnieuw op, en moest Abbring opgeven vanaf een 3e positie.
Op de Azoren behaalde Abbring wel de finish, en kwam slechts enkele seconden tekort voor de overwinning nadat hij opnieuw met techinische mankementen aan de Peugeot 208 T16 vanuit leidende positie was teruggevallen. In het Belgische Ieper ging Abbring opnieuw aan de leiding: op de eerste dag won hij 6 van de 7 klassementsproeven en had een voorsprong van 25 seconden op de Belgische 8-voudig winnaar Freddy Loix. Op de 2e dag wist Abbring zijn voorsprong vast te houden, maar mechanische pech werd hem opnieuw niet bespaard: na de 13e proef moest hij opnieuw de strijd staken met een kapotte motor. Dit patroon herhaalde zich in de Tsjechische Barum Rally, ditmaal na 3 klassementsproeven en wederom vanuit leidende positie.
Na een aantal tests samen met Peugeot Sport werd Abbring samen met Seb Marshall eenmalig ingezet door Peugeot in het WK rally. Uitkomend in de RC2-klasse, een klasse lager dan de World Rally Cars, bleef de Peugeot ditmaal heel en Abbring eindigde op een verdienstelijke 14e plaats algemeen en als eerste in de RC2-klasse.
Tijdens de Rallye du Valais kampte Abbring opnieuw met problemen aan zijn auto. Het seizoen werd positief afgesloten met een podiumplaats in de Tour de Corse.

#### 2015-2016: Hyundai

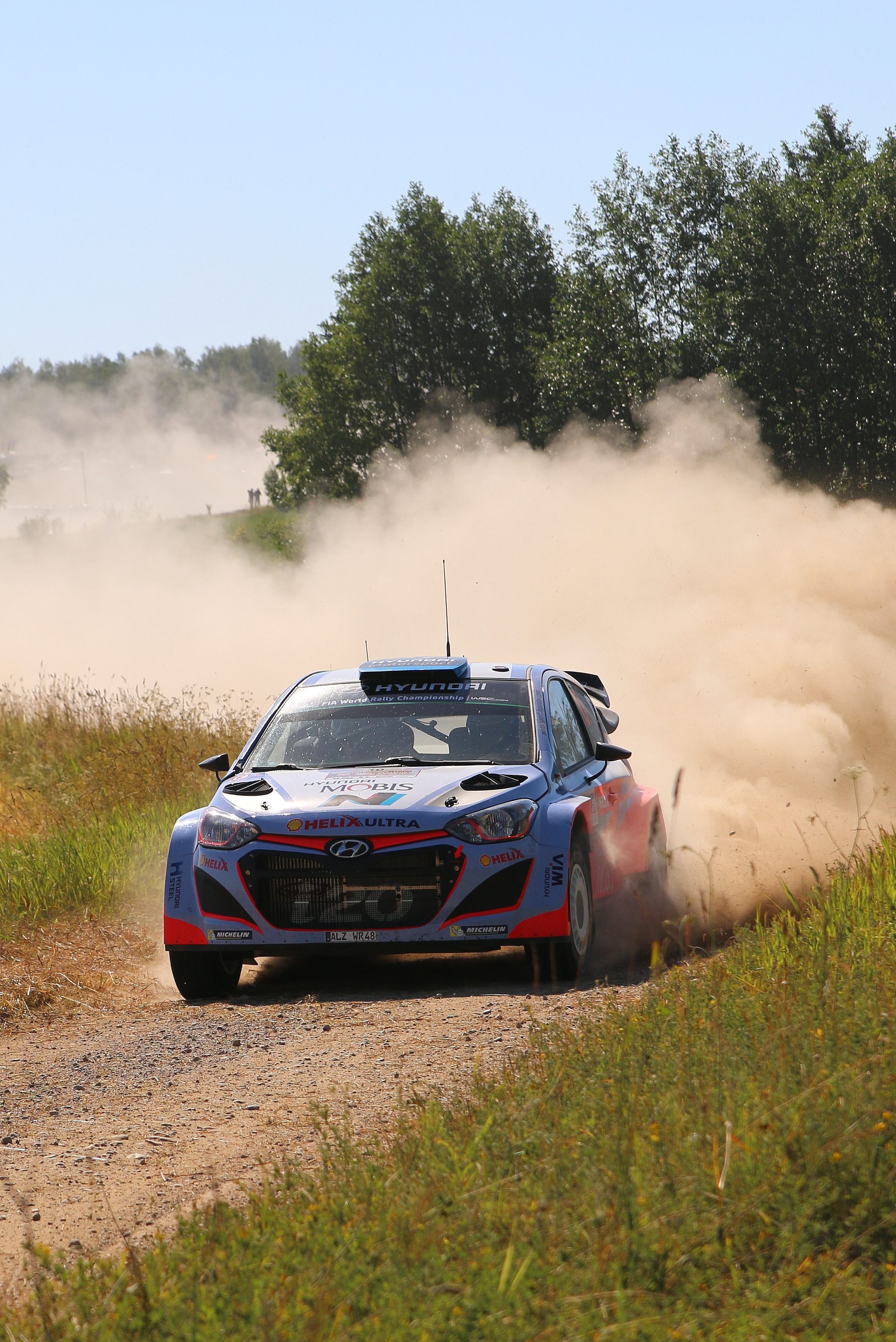
Abbring in actie als fabrieksrijder bij Hyundai tijdens de Rally van Polen in 2015

Op 13 januari 2015 werd bekendgemaakt dat Abbring en Marshall zijn ingelijfd voor het WRC-team van Hyundai. Ze zullen het ontwikkelingswerk aan de nieuwe i20 WRC op zich nemen en daarnaast in minimaal vier rally's om het WK rally meerijden. Het betekende een terugkeer naar het allerhoogste niveau in de rallysport voor Abbring, na zijn vroegtijdige afscheid bij Volkswagen. Zijn debuut bij Hyundai kam voortijdig, nadat Daniel Sordo door een blessure niet mee kon doen aan de WK-ronde van Zweden. Indirect kwam Abbring als zijn vervanger uit, de rally eindigend als elfde algemeen. Abbring reed uiteindelijk nog drie andere WK-rally's gedurende het seizoen, maar zijn resultaat wist hij niet te verbeteren. In Corsica had hij wel een top vijf positie in handen, tot het moment dat uit de rally verongelukte.
In 2016 zette hij zijn werkzaamheden als testrijder bij Hyundai voort. Hij werkte ook weer een paar WK-rally's af en zou gedurende het jaar eveneens de R5-versie van de i20 debuteren. In Sardinië won hij zijn eerste klassementsproef in het WK rally en in Finland behaalde hij zijn eerste top tien finish met een negende plaats. Hij verbeterde dit resultaat door in de 'oude' i20 WRC zevende te eindigen in Catalonië.
Abbring greep achter het stuur van de i20 R5 naar zijn eerste internationale overwinning toe tijdens de Rally du Var in Frankrijk.

#### 2017-heden
In 2017 won hij als eerste Nederlander ooit de Rally van Ieper. Dat deed hij niet met een Hyundai maar met een Peugeot 208 T16 met Pieter Tsjoen als copiloot. Bryan Bouffier (Skoda Fabia R5) werd tweede, Vincent Verschueren (Skoda) derde. Thierry Neuville (Hyundai) maakte een koprol in KP 6 en verdween zo uit het klassement.

## Complete resultaten in het wereldkampioenschap rally
| Seizoen | Inschrijving          | Auto                     | 1       | 2       | 3       | 4       | 5       | 6       | 7      | 8      | 9       | 10     | 11      | 12     | 13      | 14  | 15  | 16  | Pos. | Punten |
| ------- | --------------------- | ------------------------ | ------- | ------- | ------- | ------- | ------- | ------- | ------ | ------ | ------- | ------ | ------- | ------ | ------- | --- | --- | --- | ---- | ------ |
| 2007    | KNAF Talent First     | Mitsubishi Lancer Evo IX | MON     | ZWE     | NOO     | MEX     | POR     | ARG     | ITA    | GRI    | FIN     | DUI 41 | NZL     | SPA    | FRA     | JPN | IER | GBR | –    | 0      |
| 2008    | KNAF Talent First     | Renault Clio R3          | MON     | ZWE     | MEX     | ARG     | JOR DNF | ITA DNF | GRI    | TUR    | FIN 33  | DUI 34 | NZL     | SPA 40 | FRA 30  | JPN | GBR |     | –    | 0      |
| 2009    | KNAF Talent First     | Renault Clio R3          | IER 22  | NOO     | CYP     | POR 19  | ARG     | ITA DNF | GRI    | POL 11 | FIN DNF | AUS    | SPA 27  | GBR    |         |     |     |     | –    | 0      |
| 2010    | KNAF Talent First     | Renault Clio R3          | ZWE     | MEX     | JOR     | TUR 15  | NZL     | POR 21  | BUL 21 | FIN    | DUI DNF | JPN    | FRA DNF | SPA    | GBR     |     |     |     | –    | 0      |
| 2011    | Volkswagen Motorsport | Škoda Fabia S2000        | ZWE     | MEX     | POR     | JOR     | ITA     | ARG     | GRI    | FIN    | DUI     | AUS    | FRA     | SPA    | GBR 12  |     |     |     | –    | 0      |
| 2012    | Volkswagen Motorsport | Škoda Fabia S2000        | MON 12  | ZWE     | MEX DNF | POR DNS | ARG     | GRI     | NZL    | FIN    | DUI     | GBR 25 | FRA     | ITA    | SPA     |     |     |     | –    | 0      |
| 2014    | Peugeot Rally Academy | Peugeot 208 T16          | MON     | ZWE     | MEX     | POR     | ARG     | ITA     | POL    | FIN    | DUI     | AUS    | FRA 14  | SPA    | GBR     |     |     |     | –    | 0      |
| 2015    | Hyundai Motorsport N  | Hyundai i20 WRC          | MON     | ZWE 11  | MEX     | ARG     | POR     | ITA     | POL 15 | FIN    | DUI 11  | AUS    | FRA DNF | SPA    | GBR DNF |     |     |     | –    | 0      |
| 2016    | Hyundai Motorsport N  | Hyundai i20 WRC          | MON     | ZWE     | MEX     | ARG     | POR DNF | ITA 15  | POL    |        |         |        |         | SPA 7  |         |     |     |     | 16   | 10     |
| 2016    | Hyundai Motorsport N  | Hyundai NG i20 WRC       |         |         |         |         |         |         |        | FIN 9  | DUI     | CHN C  |         |        |         |     |     |     | 16   | 10     |
| 2016    | Hyundai Motorsport N  | Hyundai i20 R5           |         |         |         |         |         |         |        |        |         |        | FRA DNF |        | GBR DNF | AUS |     |     | 16   | 10     |
| 2017    | Hyundai Motorsport N  | Hyundai i20 R5           | MON 31  | ZWE     | MEX     | FRA     | ARG     | POR     | ITA    | POL    | FIN     | DUI    | SPA     | GBR    | AUS     |     |     |     | –    | 0      |
| 2018*   | Kevin Abbring         | Ford Fiesta R5           | MON DNF | ZWE DNF | MEX     | FRA     | ARG     | POR DNF | ITA    | FIN    | DUI     | TUR    | GBR     | SPA    | AUS     |     |     |     | –    | 0      |

* Seizoen loopt nog.

## Algemene rally overwinningen
| Jaar | Rally              | Auto            | Kampioenschap        |
| ---- | ------------------ | --------------- | -------------------- |
| 2016 | Rallye du Var      | Hyundai i20 R5  | Frans                |
| 2017 | Rallye du Wallonie | Peugeot 208 T16 | Belgisch             |
| 2017 | Rally van Ieper    | Peugeot 208 T16 | TER, Belgisch, Brits |